# Polska Izba Gospodarcza Energii Odnawialnej
Polska Izba Gospodarcza Energii Odnawialnej (PIGEO) - jest to organizacja reprezentująca firmy działające na rynku energii źródeł odnawialnych w Polsce. Jest największą pozarządową organizacją w Polsce zrzeszającą członków działających w poszczególnych obszarach energii ze źródeł odnawialnych.